# Chiesa di Santo Stefano (Caltagirone)

## Storia
La Chiesa di Santo Stefano fu ricostruita nel 1761, assieme all’annesso monastero di suore francescane, nello stesso luogo della precedente chiesa. Il progetto è attribuito all’architetto Francesco Battaglia. I lavori si conclusero dopo circa un ventennio, lasciando incompiuta la facciata. Dopo la soppressione del monastero a seguito delle leggi "eversive", nel 1866 la chiesa e il monastero passarono al comune.

## Descrizione
La chiesa ha un impianto centrale a ottagono irregolare, con cappelle laterali e coro sopra l'ingresso, e presenta affinità con la vicina chiesa del S. Salvatore. Il tiburio impostato sullo spazio centrale, domina con il suo aspetto turriforme l'intera impostazione volumetrica, che si impone nell'ambiente urbano nonostante le modeste dimensioni della chiesa. Sottostante al padiglione di copertura una loggia finestrata consentiva alle suore la vista della città e del paesaggio.